# Ben Sasse

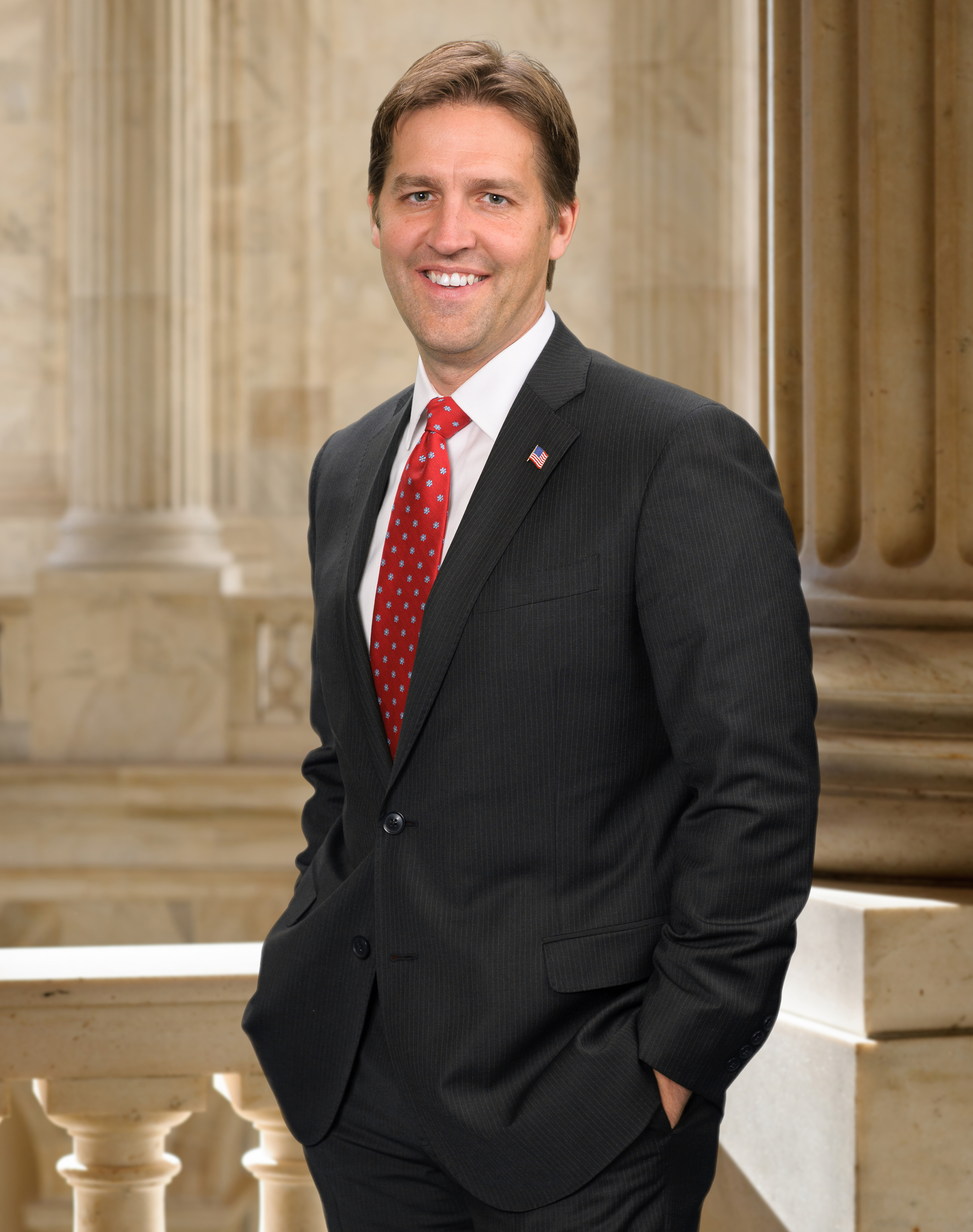
Ben Sasse (2015)

Benjamin Eric „Ben“ Sasse (* 22. Februar 1972 in Plainview, Pierce County, Nebraska) ist ein US-amerikanischer Politiker (Republikanischen Partei). Er ist seit Februar 2023 Präsident der University of Florida. Von 2015 bis 2023 vertrat er den Bundesstaat Nebraska im Senat.

## Werdegang
Benjamin Sasse besuchte die Fremont Senior High School in Nebraska und studierte danach bis 1994 an der Harvard University. Zwischenzeitlich war er für kurze Zeit an der Oxford University in England eingeschrieben. Später absolvierte er noch das St. John’s College in Annapolis in Maryland (1998) und die Yale University (2004). Beruflich war er als Geschäftsberater tätig. Zwischen Januar und Juli 2005 war er Stabschef des Kongressabgeordneten Jeff Fortenberry. Im Sommer 2005 war er auch Berater des Ministeriums für Heimatschutz. Schließlich wurde er Professor an der University of Texas in Austin. Im Jahr 2007 arbeitete er auch für das Bundesgesundheitsministerium. Von 2009 bis Ende 2014 leitete er als Präsident die Midland University.
Am 4. November 2014 wurde er als Kandidat der Republikanischen Partei in den US-Senat gewählt, wo er am 3. Januar 2015 die Nachfolge von Mike Johanns antrat, der nicht mehr kandidiert hatte. Er gehörte dem Senat bis zu seinem Rücktritt am 8. Januar 2023 an.
Er setzte sich in den Vorwahlen seiner Partei durch und erhielt bei der Wahl 64,3 Prozent der Wählerstimmen; David Domina (Demokraten) erhielt 31,5 %. Sasse war Mitglied im Landwirtschaftsausschuss, im Ausschuss für Banken und städtische Angelegenheiten, im Heimatschutzausschuss, im Joint Economic Committee (gemeinsamer Ausschuss mit dem Repräsentantenhaus) und in einem Sonderausschuss, der sich mit den Fragen des Alterns befasst. Darüber hinaus saß er in insgesamt neun Unterausschüssen. Im 117. Kongress der Vereinigten Staaten sitzt Sasse im Justizausschuss, im Geheimdienstausschuss, im Finanzausschuss und im United States Senate Committee on the Budget.
Am 29. Februar 2016 erklärte Sasse, er sei über die bisherigen Erfolge von Donald Trump in den Vorwahlen zur republikanischen Präsidentschaftskandidatur „frustriert und bedrückt“ und werde ihn nicht unterstützen, falls er nominiert werde. Er werde sich in diesem Fall nach einer anderen Option umsehen („… I will look for some third candidate – a conservative option, a Constitutionalist“). Sasse warf Trump vor, Amerika noch weiter zu entzweien und die Nation „nicht aufzubauen“, sondern im Gegenteil weiter „niederzureißen“. Während der Präsidentschaftswahl 2020 erneuerte er im Oktober seine Vorwürfe gegen Trump und hielt ihm unter anderem seine Reaktion auf die COVID-19-Pandemie in den Vereinigten Staaten sowie seinen Schmusekurs mit Diktatoren und der White-Supremacy-Bewegung vor.
Sasse war nach der Präsidentschaftswahl 2020 einer der wenigen Senatoren der republikanischen Partei, die den Wahlsieg von Joe Biden  anerkannten und ihm zur Wahl gratulierten.
Sasse sagte nach dem Sturm auf das Kapitol in Washington am 6. Januar 2021, der scheidende US-Präsident Trump habe seinen Amtseid missachtet. Er sei offen für ein Impeachment gegen Trump. Als es dann zum zweiten Amtsenthebungsverfahren gegen Donald Trump kam, unterstützte er dieses und stimmte zusammen mit sechs weiteren republikanischen Senatoren und allen demokratischen Senatoren für einen Schuldspruch Trumps.
Sasse wurde im November 2022 zum Präsidenten der University of Florida für die Amtsperiode vom 6. Februar 2023 bis zum 5. Februar 2028 gewählt. Anschließend kündigte er seinen Rücktritt als Senator für Januar 2023 an, am 8. Januar 2023 trat er zurück. Als seinen Nachfolger ernannte der neu gewählte Gouverneur Jim Pillen seinen Amtsvorgänger Pete Ricketts.